# Кроче, Бенедетто
Бенеде́тто Кро́че (итал. Benedetto Croce; 25 февраля 1866[…], Пескассероли, Абруцци[…] — 20 ноября 1952[…], Неаполь[…]) — итальянский интеллектуал, атеист, критик, философ, политик, историк. Представитель неогегельянства. Оказал большое влияние на эстетическую мысль первой половины XX столетия. Его самая известная работа называется «Эстетика как наука выражения и как общая лингвистика» (1902).

## Биография
Бенедетто Кроче родился 25 февраля 1866 года в городке Пескассероли, регион Абруццо, в семье, владевшей землями в центральной части страны. Его семья была богатой, но консервативной; он посещал религиозный колледж, однако к 18 годам отошёл от религии и считал себя атеистом до конца своих дней. В 1883 году при землетрясении на острове Искья погибли родители и сестра Кроче (сам Бенедетто много времени пролежал под обломками), и он был принят в семью своего дяди, Сильвио Спавента, историка, брата философа-неогегелианца Бертрандо Спавента, жившую в Неаполе. Своё самообразование Кроче начал в римском салоне дяди, где познакомился со многими учеными и интеллектуалами того времени, в частности, Антонио Лабриолой. Учился на юридическом факультете Университета Неаполя, откуда ушёл, не удовлетворившись уровнем университетского образования. В течение нескольких лет путешествовал по Испании, Германии, Франции и Англии. В 1886 году купил в Неаполе дом, в котором до того жил философ эпохи Просвещения Джамбаттиста Вико. По настоянию своего друга, философа Джованни Джентиле, принялся читать Гегеля.

### Кроче и марксизм
В 1895 году Антонио Лабриола познакомил Кроче с философией марксизма, которым тот вначале заинтересовался, но вскоре подверг жесткой критике. В 1903 году он вместе с Джентиле основал журнал «La Critica», который выходил до 1944 года, но когда Джентиле стал активно поддерживать фашизм, Кроче порвал с ним отношения. Кроме того, Кроче был лично знаком с деятелем коммунистического движения Италии Антонио Грамши и относился к его политическим взглядам критически, но уважал за литературный талант.

### Кроче и фашизм
В 1914 году он женился на Адели Росси, и у них родились впоследствии четыре дочери. За четыре года до этого, в 1910, Кроче был избран сенатором, а в 1920—1921 годах был министром образования и готовил школьную реформу, которую не ввёл в действие по причине нежелания сотрудничать с фашизмом, который называл «онагрократией», то есть «властью ослов» (реформа была проведена Джентиле в 1923 году и получила название «реформа Джентиле» (ит.). Во время режима Муссолини и Второй мировой войны Кроче стоял на либеральных позициях, хотя и отзывался о демократии скептически. В 1925 году опубликовал в либеральной газете «Il mondo» «Манифест антифашистской интеллигенции» («Manifesto degli intellettuali antifascisti») в ответ на «Манифест фашистской интеллигенции» («Manifesto degli intellettuali fascisti») группы интеллигентов, физиков, музыкантов во главе с Джентиле, в котором обвинил сотрудничающих с фашистским правительством в предательстве идеалов итальянского Рисорджименто. Кроче встал в «моральную оппозицию» по отношению к фашизму и был одним из немногих оппонентов фашизма, избежавших убийства или тюремного заключения.
После падения режима, с 1943 года Кроче становится президентом вновь восстановленной Либеральной партии. В 1944 занял пост министра без портфеля в правительстве П. Бадольо, затем в первом правительстве И. Бономи. Был избран членом Учредительного собрания и впоследствии членом итальянского Сената. В 1947 году Кроче отходит от политики. Он основывает Институт исторических исследований в своем доме в Неаполе (Палаццо Филомарино делла Рокка).
В 1949 году Кроче разбил церебральный паралич, и он больше не выходил из дома, в то же время продолжая активно работать. Смерть застала его в кресле в кабинете-библиотеке 20 ноября 1952 года.

## Творчество
Кроче — представитель итальянского идеализма, выросшего из «неаполитанской» версии гегельянства XIX в. (Б. Спавента, Ф. Де Санктис), а также из более отдаленного источника — философии итальянского мыслителя XVIII в. Д. Вико. Кроче называл свою философию «абсолютным идеализмом». Философия Кроче систематическим образом изложена в 4 томах под общим названием «Философия духа» (Filosofia dello spirito). Первые два тома — «Эстетика как наука о выражении и как общая лингвистика» (Estetica come scienza dell’espressione e linguistica generale, 1902) и «Логика как наука о чистом понятии» (Logica come scienza del concetto puro, 1909), посвящены описанию теоретической деятельности разума, включающей художественное творчество и понятийное мышление; последние тома — «Философия практики: экономика и этика» (Filosofia della pratica. Economia ed etica, 1909) и «Теория и история историографии» (Teoria e storia della storiografia, 1917), содержат анализ практической стороны разума — экономической деятельности и этики, — находящей своё высшее выражение в истории. Среди других работ — «История как мышление и как действие» (La storia come pensiero e come azione, 1938); «Философия, поэзия, история» (Filosofia, poesia, storia, 1951) и многие другие. Наиболее значителен вклад мыслителя в эстетику и философию истории.

### Неогегельянство и философская позиция
В книге «Что живо и что умерло в философии Гегеля» (1906) Кроче ясно выражает свою позицию по отношению к гегельянству. Учение о конкретности понятия он ставит в ней на первое место. В то же время попытки Гегеля и гегельянцев построить всеобщую философскую систему, объемлющую как природу, так и историю, Кроче посчитал несостоятельными, а философская наука должна была сконцентрироваться на своем единственном и главном предмете — духе. Подобно гегельянской системе, дух у Кроче развертывается, меняя свои ипостаси: как интуиция (эстетика), как синтез общего и индивидуального (логика), как воля единичного (экономика) и как воля всеобщего (этика). Соответственно эти ипостаси были исследованы Кроче в следующих трудах: «Эстетика как наука выражения и как общая лингвистика» (1902), «Логика как наука о чистом понятии» (1905) и «Философия практики. Экономика и этика» (1909). В отличие от Гегеля, в философской системе Кроче важнейшее место занимала интуиция, из которой он выводил логическую ступень превращения духа. Эту связь Кроче считал основополагающей для формирования следующих двух — практических — ипостасей духа. Экономическая жизнь общества отсюда невозможна без учёта синтеза общих и индивидуальных интересов (в отличие от марксизма).
В гносеологическом плане точно так же Кроче разделял познание на логическое и интуитивное:
Существуют два типа познания — познание интуитивное и познание логическое, познание с помощью фантазии и познание с помощью ума; познание индивидуального и познание универсального, познание отдельных вещей и их отношений; и, наконец, познание, производящее образы, и познание, производящее концепции. […] Интуиция слепа, разум одалживает ей свои глаза.

### Историография и философия истории
В своем зрелом творчестве Кроче очень много внимания уделил истории и историографии, связав её с философским понятием духа: 
Истинный смысл исторического познания нельзя постичь, если не отталкиваться от того принципа, что сам дух и есть история, что в каждый отдельный момент он и творит историю, и сотворяется ею. То есть несет в себе всю историю и совпадает в ней с самим собой. Смена забвения в истории воскрешением не что иное, как жизненный ритм духа.
В книге «История, подведенная под понятие искусства» (1893) Кроче сближал историю и искусство, посчитав, что мышление и история как сфера индивидуального, созерцательного несовместимы. История как повествование о реальном оказалась подвидом искусства как повествования о возможном. Позже философ практически отождествлял историю и философию, считая первую результатом мыслительной деятельности разума, осмысливающего самого себя, и высшей ступенью развития духа («Теория и история историографии» (1917)). Историк не восстанавливает историю, а пишет её, это творческий акт, проникая в духовную сущность явлений и при этом выражая своей деятельностью духовные потребности эпохи. Кроче объективистски подходит к исторической науке: в ней нет места субъективным суждениям и оценкам. Помимо этого, история обладает катарсическим эффектом в отношении человека: зная её, он освобождается от груза прошлого. Вместе с тем, он отвергал воззрения Гегеля и Маркса на историю, рассматривая её как «собрание лжи».

### Философия искусства
Искусство (arte) по Кроче есть выражение творческого разума и одновременно интуитивное созерцание индивидуальности. Творчество — важнейшая деятельность разума, без него познание невозможно. Искусство, в отличие от науки, познает индивидуальное, а не общее. В исходном восприятии внутренне переживаемая интуиция находит внешнее выражение. Эстетика и есть наука о выражении (espressione). Выражают себя не только художники, но все люди, а мерой прекрасного является успех в самовыражении. Во многих работах Кроче применил такой подход к трактовке искусства и литературы, основав целую школу в искусствоведении и художественной критике.

## Семья
- Дочь — Елена Кравери Кроче (ит., итал. Elena Craveri Croce, 1915—1994), её дочь, Бенедетта Кравери (ит.) дружила с Иосифом Бродским, ей посвящены его «Римские элегии»[6], а сын Пьеро Кравери (ит.) — итальянский историк.
- Дочь — Альда Кроче (ит., 1918—2009)
- Дочь — Лидия Кроче (ит., 1922—2015), была замужем за Густавом Херлингом-Грудзинским (1919—2000).
- Дочь — Сильвия Кроче (1923—2011)[7]

### Книги на русском
- Эстетика как наука о выражении и как общая лингвистика. Часть I. Теория / Пер. с ит. В. Яковенко. — М.: Изд. М. и С. Сабашниковых, 1920. — 172 с.
- Теория и история историографии / Пер. с итал. И. М. Заславской; послесловие Т. В. Павловой; научное редактирование М. Л. Андреева. — М.: Школа «Языки русской культуры», 1998. — 192 с.
- Антология сочинений по философии: История. Экономика. Право. Этика. Поэзия / Пер., сост. и коммент. С. Мальцевой. — СПб.: Пневма, 1999. — 480 c.